# Фарингтон, Джозеф
Джозеф Фарингтон (англ. Joseph Farington; 21 ноября 1747 — 30 декабря 1821) — английский живописец, рисовальщик-пейзажист, акварелист романтического направления и автор уникальных дневников.

## Биография
Джозеф Фарингтон родился в Ли (Большой Манчестер) и был вторым из семи сыновей Уильяма Фарингтона и Эстер Гилбоди. Его отец был ректором Уоррингтона и викарием Ли. Трое его братьев — Уильям, Генри и Ричард — состояли на военно-морской службе Ост-Индской компании. Эдвард умер от жёлтой лихорадки, когда ему было 32 года. Роберт учился в колледже Брасенос и стал викарием церкви Святого Георгия в Восточном Лондоне. Джордж Фарингтон (1752—1788), как и Джозеф, стал живописцем.
После раннего образования в Мэриленде в 1763 году Джозеф Фарингтон отправился учиться к Ричарду Уилсону в Лондон. В 1764, 1765 и 1766 годах он выигрывал «премии» Общества художников (Society of Artists) за свои пейзажные рисунки; и стал членом общества в 1765 году. Он присоединился к Королевской академии художеств, когда она была основана в Лондоне в 1769 году, и в 1785 году был избран членом Академии. Фарингтон представлял свои работы на выставках Академии каждый год до 1801 года, но лишь изредка между 1801 и 1813 годами. Он был активным членом Академии и входил в состав нескольких важных комитетов, в том числе того, который определял порядок развески картин во время выставок. Он также выступал в качестве распорядителя имущества своего коллеги-академика Джона Уэббера. В 1793 году он стал членом Общества антикваров.
Фарингтон какое-то время проживал в Озёрном крае, и между 1776 и 1780 годами он сделал множество пейзажных зарисовок и регулярно вёл записи своих впечатлений. Он совершил две поездки по Европе, одну в Нидерланды в 1793 году, «чтобы подготовить иллюстрации для официального отчёта об осаде Валансьена». Во время Амьенского мира в 1802 году он отправился в Париж вместе с художниками Бенджамином Уэстом, Джоном Хопнером, Иоганном Фюсли и другими. В Лувре он познакомился с античной скульптурой и итальянским искусством; он также посетил мастерские Жака Луи Давида и Франсуа Жерара.
Фарингтон скоропостижно скончался во время визита к своему брату Роберту в Ланкашире 30 декабря 1821 года, упав с лестничного пролёта в церкви.

## Публикации
Фарингтон создавал тщательно выполненные и топографически-точные рисунки, которые он готовил для фолиантов с гравюрами британских видов, они находили спрос среди туристов, посещавших Британию. В 1785 году Фарингтон опубликовал «Виды озёр Камберленда и Уэстморленда», в 1794 году — двухтомную «Историю реки Темзы» с 76 гравюрами в технике акватинты. В начале XIX века он участвовал в модернизации иллюстрированного атласа «Британия», который насчитывал шесть томов; к нему он добавил топографические виды Корнуолла (1814) и другие; многие задуманные тома были не опубликованы или не завершены. Помимо прочего Фарингтон отредактировал в 1819 году «Мемуары сэра Джошуа Рейнольдса» в шести томах.
Фарингтон вёл ежедневник с 13 июля 1793 года и до своей смерти, лишь изредка пропуская несколько дней. Этот дневник оказался неоценимым для историков, особенно его ссылки на мир лондонского искусства, жизнь и творчество английских художников-романтиков: «Даже с акцентами на биографии и анекдоты, это бесценный источник информации о художниках того периода и о внутренней работе Королевской академии».
Дневник в конечном итоге составил 16 томов, которые хранились как семейная реликвия, пока в 1921 году не были проданы на аукционе газетой «Morning Post». Сначала они публиковались серийно, а затем редактировались Джеймсом Грейгом и публиковались в виде книги между 1922 и 1928 годами. Ещё одно 16-томное издание вышло в период с 1978 по 1984 год.

## Галерея
- Вид на Медуэй. До 1822. Бумага, тушь, перо, кисть, акварель. Частное собрание
- Мельница с водопадом. Бумага, перо, кисть, тушь, гуашь. Йельский центр британского искусства. Нью-Хейвен, Коннектикут, США
- Скалы Дамбартон с юга. 1788. Бумага, перо, кисть, тушь, акварель. Метрополитен-музей, Нью-Йорк
- У женского монастыря в Камберленде. 1786. Бумага, перо, кисть, сепия. Метрополитен-музей, Нью-Йорк
- Шотландский пейзаж.
- Грейндж Борродейл. Озёрный край. Бумага, перо, кисть, тушь, акварель. Йельский центр британского искусства. Нью-Хейвен, Коннектикут, США
- Замок Карнарвон. Ок. 1780. Холст, масло. Йельский центр британского искусства. Нью-Хейвен, Коннектикут, США
- Дуб. Между 1785 и 1790. Холст, масло. Собрание Тейт, Вестминстер
- Аббатство Фонтейн в Йорке. Офорт из альбома «Древности Великобритании». По рисунку Дж. Фарингтона. 1782